# فنیل‌گلیوکسیلیک اسید
فنیل گلیوکسیلیک اسید (به انگلیسی: Phenylglyoxylic acid) با فرمول شیمیایی C8H6O3 یک ترکیب شیمیایی با شناسه پاب‌کم 11915 است. که جرم مولی آن ۱۵۰٫۱۳ گرم بر مول می‌باشد. 